# Urias (cantora)
Lorena Urias Martins da Silva (Uberlândia, 8 de maio de 1994), mais conhecida como Urias, é uma cantora, compositora, dançarina e modelo brasileira. Urias ganhou reconhecimento nacional e internacional em 2019, ao lançar o single "Diaba", se tornando uma das grandes revelações do mercado musical brasileiro. Ela destaca-se ao trabalhar com os gêneros Pop, R&B, Dubstep, Eletrônico, EDM, Experimental, Latino, Dance e Avant-pop. Como mulher trans, é uma forte defensora dos Direitos de Povos Transgêneros e da Comunidade LGBTQIA+. Por ser modelo, já participou diversas vezes do São Paulo Fashion Week.

## Início da vida e carreira
Nascida e criada em Uberlândia, Minas Gerais, Urias começou a desenvolver seu lado artístico ainda criança. Através da dança e do teatro, apaixonou-se pela moda e sonhou com uma futura carreira musical. Ainda em sua cidade, tornou-se grande amiga do cantor e drag queen brasileiro Pabllo Vittar antes mesmo da fama.
Em 2018 começou a publicar vídeos de covers musicais no seu canal do YouTube, entre seus primeiros lançamentos estão versões das canções “Ice Princess” de Azealia Banks, e “Você Me Vira A Cabeça” de Alcione.
No ano seguinte, Urias se juntou a empresa “Mataderos” e lança “Diaba”, sua primeira música autoral que acumulou milhões de visualizações no YouTube, o videoclipe  da canção foi premiado com Melhor Direção de Arte no Berlin Music Video Awards (BMVA),  concorrendo com artistas como Dua Lipa e The Chemical Brothers. A faixa integra o seu primeiro extended play, Urias (2019).
Em 2021, lançou o EP Fúria – Parte 1, que antecedeu seu álbum de estreia. O projeto contém cinco faixas e três videoclipes.
Em 2022, seu primeiro álbum, intitulado Fúria, foi lançado com treze faixas, combinando as músicas do EP com novas composições. O disco alcançou o primeiro lugar na parada de álbuns do iTunes Brasil. que atingiu o primeiro lugar na parada de álbuns do iTunes Brasil. Toda a estética do álbum segue o estilo preto e branco.
Ainda em 2022, Urias lançou o EP Her Mind, Pt. 1, com faixas em inglês, espanhol e português. O trabalho aborda temas como autoconhecimento, reflexão pessoal e identidade. Devido à repercussão do projeto, uma segunda parte foi lançada no final do mesmo ano. O título reflete o desejo da artista de abordar questões internas e subjetivas, contrastando com discussões frequentes sobre seu corpo e identidade de gênero.
Em 2023, lançou oficialmente o álbum Her Mind, reunindo as faixas dos EPs anteriores com músicas inéditas. O projeto aprofundou as temáticas já abordadas, como identidade, sensibilidade e autoconhecimento, com letras em português, inglês e espanhol. Musicalmente, o álbum apresenta uma fusão de gêneros como pop eletrônico, R&B alternativo e elementos de música latina e afro-brasileira. Uma versão deluxe intitulada Her Mind – Blossom Edition, foi lançada, que inclui três faixas inéditas: “Rolling”, “Trip” e “Suave”, além de um remix da música “Ultimate One”, com participação do rapper americano Cakes da Killa.

## Discografia

### Álbuns de estúdio
| Título   | Detalhes                                                                                                  |
| -------- | --- |
| Fúria    | - Lançamento: 14 de janeiro de 2022 - Gravadora: Mataderos - Formato(s): Download digital, streaming      |
| Her Mind | - Lançamento: 27 de abril de 2023 - Gravadora: Mataderos - Formato(s): Download digital, streaming, vinil |

### EPs
| Título          | Detalhes                                                                                              |
| --------------- | --- |
| Urias           | - Lançamento: 19 de dezembro de 2019 - Gravadora: Urias - Formato(s): Download digital, streaming     |
| Her Mind (Live) | - Lançamento: 10 de dezembro de 2024 - Gravadora: Matederos - Formato(s): Download digital, streaming |

## Filmografia
| Ano  | Título      | Papel     | Nota                                            |
| ---- | ----------- | --------- | ----------------------------------------------- |
| 2024 | Encantado's | Ela mesma | Episódio: "Intendente X Broadway - Via Taquara" |

## Prêmios e indicações
| Ano  | Prêmio                                | Categoria                 | Indicação | Resultado | Ref.   |
| ---- | ------------------------------------- | ------------------------- | --------- | --------- | ------ |
| 2020 | Berlin Music Video Awards             | Melhor Direção de Arte    | "Diaba"   | Venceu    | [ 15 ] |
| 2020 | MTV Millennial Awards Brasil          | Clipão da P#rr@           | "Diaba"   | Indicada  | [ 16 ] |
| 2021 | M-V-F Awards                          | Melhor Edição             | "Racha"   | Venceu    | [ 17 ] |
| 2022 | Prêmio Multishow de Música Brasileira | Revelação do Ano          | Urias     | Indicada  | [ 18 ] |
| 2022 | Prêmio Multishow de Música Brasileira | Capa do Ano               | "Fúria"   | Indicada  | [ 19 ] |
| 2022 | MTV Millennial Awards Brasil          | Black Star Rising Por Bet | Urias     | Indicada  | [ 20 ] |
| 2024 | Prêmio da Música Brasileira           | Lançamento Eletrônico     | Her Mind  | Venceu    | [ 21 ] |